# Norville
Norville est une commune française située dans le département de la Seine-Maritime en région Normandie.

## Géographie

### Localisation

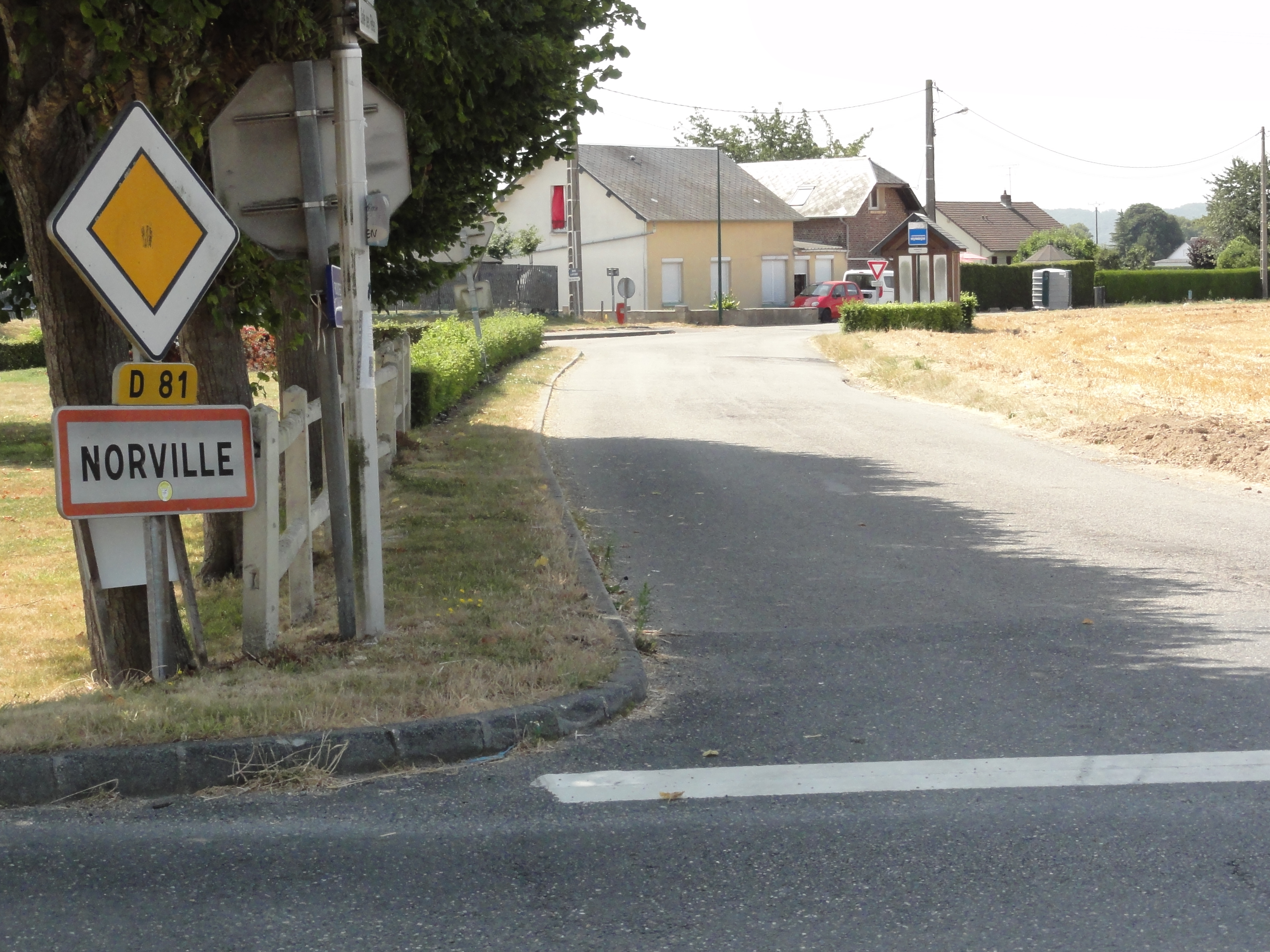
Entrée de Norville.

La commune de Norville se situe sur la première boucle de la Seine entre Caudebec-en-Caux, Villequier et Notre-Dame-de-Gravenchon à proximité de Saint-Maurice-d'Ételan et de Petiville.
Une partie de son territoire est située sur les hauteurs de la falaise dominant le fleuve, et appartient donc au pays de Caux.

### Communes limitrophes
| Port-Jérôme-sur-Seine  | Rives-en-Seine |                         |
|                        | Norville       | Seine,Vatteville-la-Rue |
| Saint-Maurice-d'Ételan |                |                         |

### Hydrographie
La commune est située dans le bassin Seine-Normandie. Elle est drainée par la Seine, le Hannetot et la Ravine,,.
La Seine, qui prend sa source à Source-Seine, en Côte-d'Or, sur le plateau de Langres, traverse le département avec de larges méandres sur son flanc sud et se jette dans la Manche entre Le Havre et Honfleur.

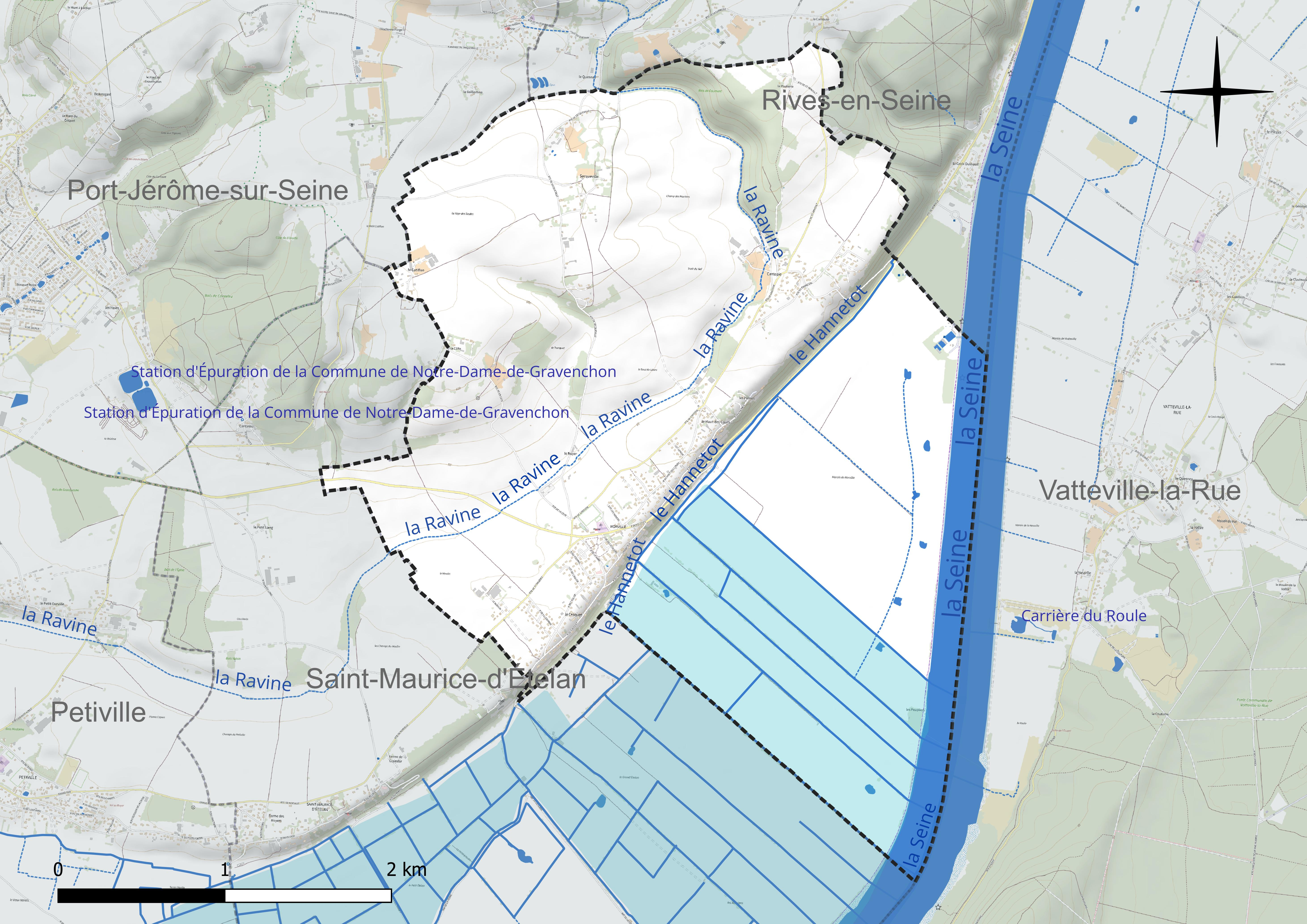
Réseau hydrographique de Norville.

### Climat
Pour des articles plus généraux, voir Climat de la Normandie et Climat de la Seine-Maritime.
En 2010, le climat de la commune est de type climat océanique altéré, selon une étude du CNRS s'appuyant sur une série de données couvrant la période 1971-2000. En 2020, Météo-France publie une typologie des climats de la France métropolitaine dans laquelle la commune est exposée à un climat océanique et est dans la région climatique Côtes de la Manche orientale, caractérisée par un faible ensoleillement (1 550 h/an) ; forte humidité de l’air (plus de 20 h/jour avec humidité relative > 80 % en hiver), vents forts fréquents. Parallèlement le GIEC normand, un groupe régional d’experts sur le climat, différencie quant à lui, dans une étude de 2020, trois grands types de climats pour la région Normandie, nuancés à une échelle plus fine par les facteurs géographiques locaux. La commune est, selon ce zonage, exposée à un « climat contrasté des collines », correspondant au Pays d’Auge, Lieuvin et Roumois, moins directement soumis aux flux océaniques et connaissant toutefois des précipitations assez marquées en raison des reliefs collinaires qui favorisent leur formation.
Pour la période 1971-2000, la température annuelle moyenne est de 11 °C, avec une amplitude thermique annuelle de 13,3 °C. Le cumul annuel moyen de précipitations est de 872 mm, avec 12,4 jours de précipitations en janvier et 8,5 jours en juillet. Pour la période 1991-2020, la température moyenne annuelle observée sur la station météorologique la plus proche, située sur la commune de Petiville à 4 km à vol d'oiseau, est de 12,0 °C et le cumul annuel moyen de précipitations est de 844,9 mm,. Pour l'avenir, les paramètres climatiques de la commune estimés pour 2050 selon différents scénarios d’émission de gaz à effet de serre sont consultables sur un site dédié publié par Météo-France en novembre 2022.

### Milieux naturels et biodiversité
Elle fait partie du parc naturel régional des Boucles de la Seine normande.

## Urbanisme

### Typologie
Au 1er janvier 2024, Norville est catégorisée commune rurale à habitat dispersé, selon la nouvelle grille communale de densité à sept niveaux définie par l'Insee en 2022.
Elle est située hors unité urbaine et hors attraction des villes,.

### Occupation des sols
L'occupation des sols de la commune, telle qu'elle ressort de la base de données européenne d’occupation biophysique des sols Corine Land Cover (CLC), est marquée par l'importance des territoires agricoles (85,7 % en 2018), en augmentation par rapport à 1990 (83,7 %). La répartition détaillée en 2018 est la suivante : 
terres arables (74,4 %), zones agricoles hétérogènes (6,3 %), prairies (5,1 %), eaux continentales (5,1 %), forêts (5 %), zones urbanisées (4,2 %). L'évolution de l’occupation des sols de la commune et de ses infrastructures peut être observée sur les différentes représentations cartographiques du territoire : la carte de Cassini (XVIIIe siècle), la carte d'état-major (1820-1866) et les cartes ou photos aériennes de l'IGN pour la période actuelle (1950 à aujourd'hui).

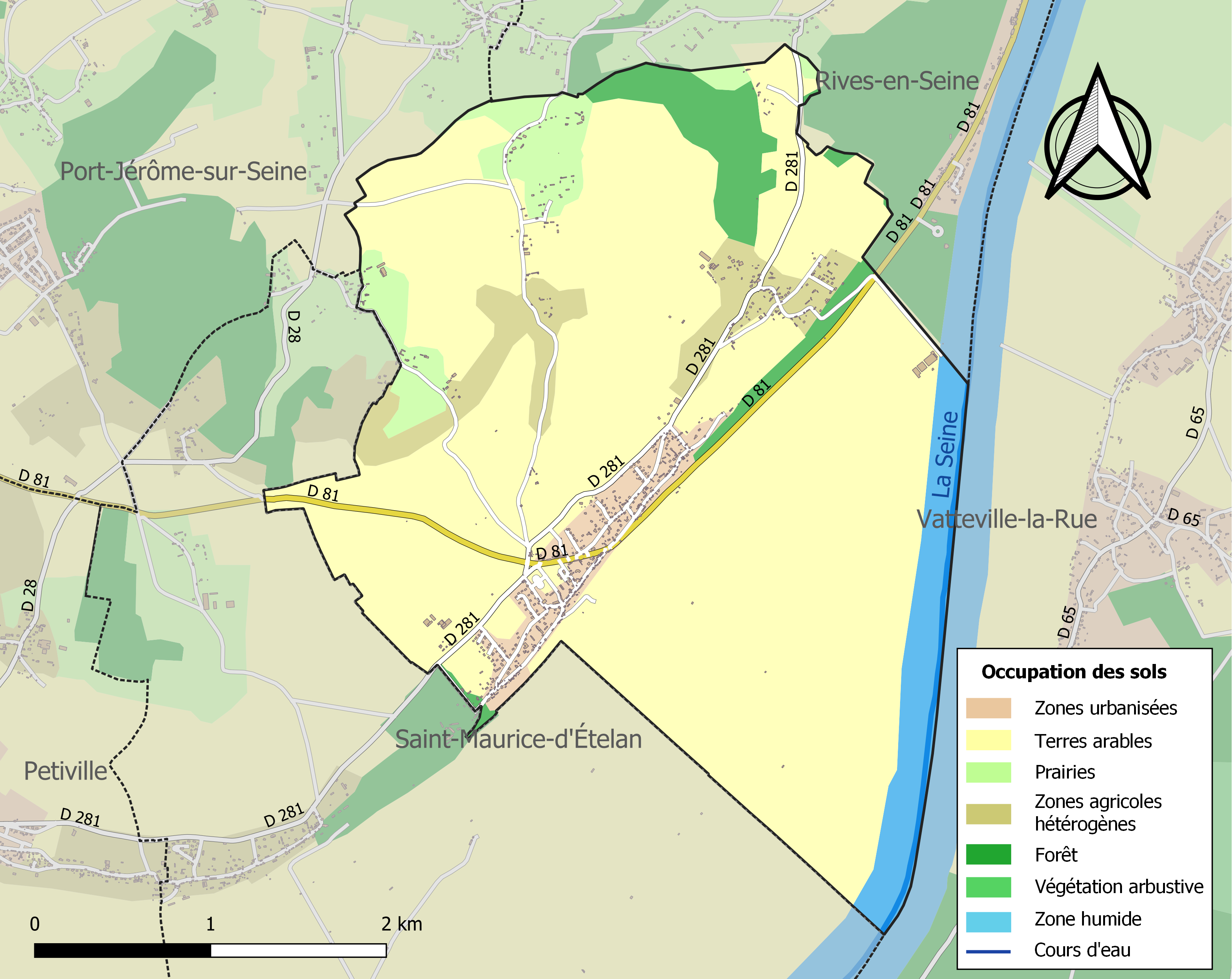
Carte des infrastructures et de l'occupation des sols de la commune en 2018 (CLC).

## Toponymie
Le nom de la localité est attesté sous les formes Nudrivillam (acc.) (super Sequane fluvium), vers 1025 (Jean Adigard des Gautries, 1958 p. 314) ; Nutrivillam vers 1080 (Vernier-Jumièges I, 94) ; Nutrivillam, 1147, 1156 (Vernier-Jumièges I, 170, 188); Nutriville, 1178-1190 ; Nutriville, 1181-1190 ; W. de Norrivilla, 1211 ; Nurrivilla, 1397 ; Norreville, xve siècle (Arch. S.-M. 9 H.) ; Norrevilla, 1463 ; Norville, 1717 (Arch. S.-M. G. 6388, 3267, 1354, 741).
Il s'agit d'une formation médiévale en -ville, au sens ancien de « domaine rural », dont l'élément Nutri- > Norre- > Nor- représente un anthroponyme non identifié.
Remarque : L'élément Nutri- semble composé de Nut(e)- et *-ric, dans la mesure où ce dernier élément est caractéristique d'un grand nombre de noms de personnes germaniques, bien attestés dans la toponymie. Par exemple dans Baudribosc (Seine-Maritime, Baldribosc, fin XIIe siècle) sur Balderic > noms de personnes français Baudri, Baudry ou Vandrimare (Eure, Vandrimara 1251) sur Wanderic. Cependant, il est improbable que le -c de -ric se soit amuï aussi tôt, au début du XIe siècle.

## Politique et administration

### Liste des maires
| Période                                  | Période                    | Identité              | Étiquette | Qualité                      |
| ---------------------------------------- | -------------------------- | --------------------- | --------- | ---------------------------- |
| Les données manquantes sont à compléter. |                            |                       |           |                              |
| 1909                                     |                            | Tranquille Longuemare |           |                              |
| juin 1995                                | mars 2001                  | Michel Lenoir         |           |                              |
| mars 2001                                | mars 2008                  | Jean-Claude Alligier  |           | Directeur chez Carbone black |
| mars 2008                                | 2014                       | Michel Lebreton       |           |                              |
| 2014                                     | mai 2020                   | Christian Boyère      |           |                              |
| mai 2020                                 | En cours (au 10 août 2020) | Reynald Hauchard      |           |                              |

## Population et société

### Démographie

#### Évolution démographique
L'évolution du nombre d'habitants est connue à travers les recensements de la population effectués dans la commune depuis 1793. Pour les communes de moins de 10 000 habitants, une enquête de recensement portant sur toute la population est réalisée tous les cinq ans, les populations de référence des années intermédiaires étant quant à elles estimées par interpolation ou extrapolation. Pour la commune, le premier recensement exhaustif entrant dans le cadre du nouveau dispositif a été réalisé en 2007.

En 2022, la commune comptait 996 habitants, en évolution de +3,11 % par rapport à 2016 (Seine-Maritime : +0,35 %, France hors Mayotte : +2,11 %).
| 1793 | 1800 | 1806 | 1821 | 1831 | 1836 | 1841 | 1846 | 1851 |
| ---- | ---- | ---- | ---- | ---- | ---- | ---- | ---- | ---- |
| 689  | 900  | 737  | 579  | 574  | 611  | 658  | 676  | 694  |

| 1856 | 1861 | 1866 | 1872 | 1876 | 1881 | 1886 | 1891 | 1896 |
| ---- | ---- | ---- | ---- | ---- | ---- | ---- | ---- | ---- |
| 683  | 723  | 738  | 681  | 684  | 694  | 737  | 677  | 622  |

| 1901 | 1906 | 1911 | 1921 | 1926 | 1931 | 1936 | 1946 | 1954 |
| ---- | ---- | ---- | ---- | ---- | ---- | ---- | ---- | ---- |
| 563  | 562  | 520  | 450  | 485  | 508  | 546  | 582  | 600  |

| 1962 | 1968 | 1975 | 1982 | 1990 | 1999 | 2006 | 2007 | 2012 |
| ---- | ---- | ---- | ---- | ---- | ---- | ---- | ---- | ---- |
| 655  | 674  | 825  | 836  | 827  | 807  | 876  | 886  | 902  |

| 2017 | 2022 | - | - | - | - | - | - | - |
| ---- | ---- | - | - | - | - | - | - | - |
| 987  | 996  | - | - | - | - | - | - | - |

#### Pyramide des âges
En 2018, le taux de personnes d'un âge inférieur à 30 ans s'élève à 31,6 %, soit en dessous de la moyenne départementale (36,5 %). À l'inverse, le taux de personnes d'âge supérieur à 60 ans est de 26,4 % la même année, alors qu'il est de 26,0 % au niveau départemental.
En 2018, la commune comptait 515 hommes pour 478 femmes, soit un taux de 51,86 % d'hommes, largement supérieur au taux départemental (48,10 %).
Les pyramides des âges de la commune et du département s'établissent comme suit.
| Hommes | Classe d’âge | Femmes |
| ------ | ------------ | ------ |
| 0,0    | 90 ou +      | 1,7    |
| 6,7    | 75-89 ans    | 8,5    |
| 17,4   | 60-74 ans    | 18,7   |
| 21,5   | 45-59 ans    | 20,1   |
| 21,4   | 30-44 ans    | 20,7   |
| 13,8   | 15-29 ans    | 11,8   |
| 19,2   | 0-14 ans     | 18,5   |

| Hommes | Classe d’âge | Femmes |
| ------ | ------------ | ------ |
| 0,7    | 90 ou +      | 1,8    |
| 6,7    | 75-89 ans    | 9,6    |
| 16,7   | 60-74 ans    | 18     |
| 19,4   | 45-59 ans    | 19     |
| 18,5   | 30-44 ans    | 17,5   |
| 19,2   | 15-29 ans    | 17,4   |
| 18,9   | 0-14 ans     | 16,7   |

## Culture locale et patrimoine

### Lieux et monuments

#### L'église Saint-Martin de Norville
De style gothique, l'église est l'une des plus belles du département. Voisine de celle de Saint-Maurice-d'Ételan, elle rivalise sans conteste avec celles de Caudebec-en-Caux et d' Harfleur.
Une première église a été construite au XIIIe siècle par les abbés de Jumièges qui avaient le patronage de l'église. En 1358, seuls étaient encore construits le chœur et la tour de croisée. En 1450, cette tour est démolie, et l'abbé Jean de La Chaussée construit le transept jusqu'en 1472, en édifiant une tour de croisée, dont la flèche est sans doute terminée peu avant 1500. Dans la première moitié du XVIe siècle a lieu la construction de la nef. En 1563, on établit la charpente et le toit obturant la baie Ouest de la tour. En 1717, le bas-côté Nord de la nef n'est couvert que de paille, le reste de l'église est en tuile. Des remaniements dans le chœur ont lieu au cours du XVIIIe siècle, on supprime les colonnes du chœur pour former un vaisseau unique couvert d’un lambris de couvrement en berceau brisé. En 1824, on enlève la verrière est du chœur pour placer le maître autel. La chapelle Nord qui figure sur le cadastre de 1823 a été arasée dans l'alignement des bas-côtés dans le courant du XIXe siècle. En 1839, on répare la flèche. En 1848, la couverture est refaite. De 1854 à 1856 sont établis des contreforts et des arcs-boutants par l'architecte Brunet-Debaines, et a lieu la restauration des baies de la nef, les meneaux et les trèfles. De 1861 à 1862, la flèche endommagée par la foudre est restaurée par l'architecte Simon qui la réduit de 6 mètres. La voûte de la tour est refaite en 1892. De 1897 à 1898, le chœur est entièrement reconstruit sur des plans de Lucien Lefort, architecte du département qui voulait restituer l'état primitif à trois vaisseaux. Les travaux ont été exécutés par l'entrepreneur J. Valette en conservant une partie des murs extérieurs d'origine et en construisant une sacristie au sud. Le bas-côté Sud et le bras Sud du transept ont été restaurés en 1968. L'épure d'une baie en arc brisée est gravée sur le mur du manoir en face de l'église.
Le clocher en pierre a été totalement démonté, restauré puis remonté en 2005-2006.

#### Manoir de l'abbaye de Jumièges à Norville

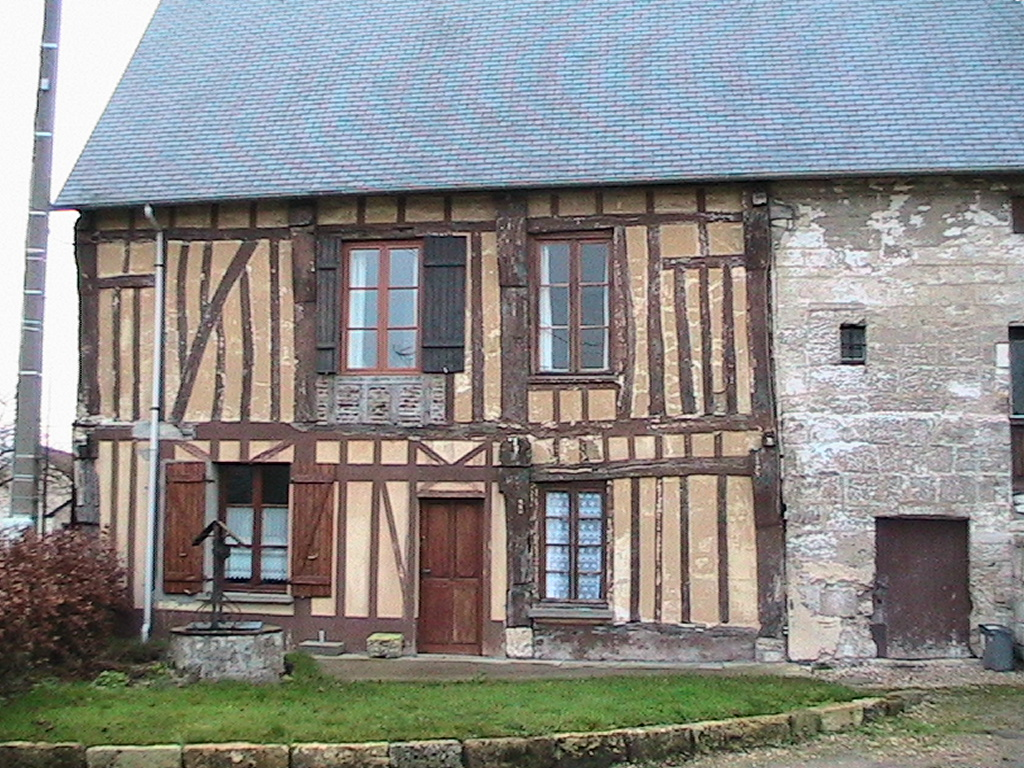
Manoir.

En 1185, Robert de Meulan donna à l'abbaye de Jumièges le rivage de Norville. En 1563, les moines de l'abbaye de Jumièges vendent à Charles de Cossé-Brissac, seigneur d'Ételan, la baronnie de Norville avec le manoir clos de murs à chaux et à sable. La partie du logis en pierre de taille date du XVe siècle, la partie en pan de bois du XVIe siècle. Le logis a été restauré au XIXe siècle (enduit, faux pan de bois et essentage). Les dépendances agricoles datent du XVIe siècle. Elles ont été remaniées au XIXe siècle. Sur le mur sur rue d'une dépendance figure l'épure d'une baie XVe siècle de l'église voisine.
Le logis est partie en pan de bois, partie en pierre de taille calcaire de moyen appareil, avec essentage d'ardoise en pignon. Le mur sur rue des dépendances en alignement est en pierre de taille calcaire de moyen appareil, le pignon a des bandeaux de brique et les murs sur rue sont en blocage de silex blond avec chaînes calcaire et essentage de planche à la partie supérieure.
- Du haut de la falaise, Norville domine son marais, propriété de la commune.